# Unix to Unix Copy
« Unix to Unix Copy » ou « UUCP », ou encore en minuscules « uucp » (sigle dans lequel CP, ou cp, servent à rappeler la commande en anglais Copy,), est une commande informatique ou un ensemble de programmes qui permettent à deux machines d'échanger des fichiers et d'exécuter des commandes sur la machine distante en passant par une ligne téléphonique (modem), mais aussi sur une couche TCP/IP (souvent à travers SSH), voire via un câble série direct (null modem). Le mode modem reste cependant le cas de figure le plus utilisé.
Son nom dérive de "cp", la commande permettant la copie de fichiers localement sur un système Unix.

## Principe

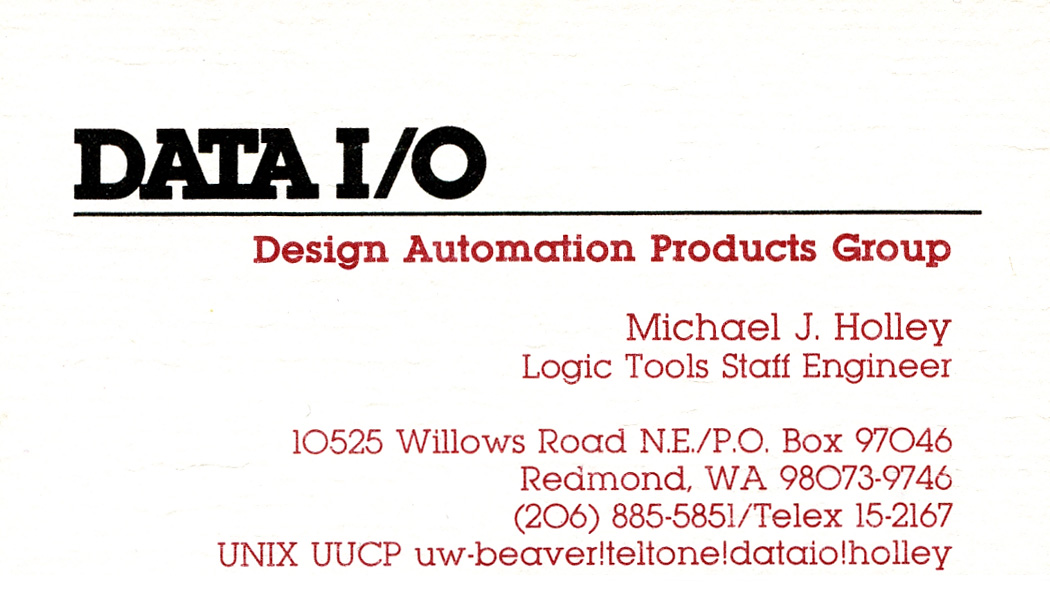
Carte de visite avec adresse courriel UUCP.

Les fichiers à transférer et les tâches (jobs) à exécuter sont d'abord mis dans une file d'attente.
Le moment voulu, la machine distante est contactée (ou c'est elle qui contacte la machine émettrice) et la file d'attente est traitée.
UUCP serait plus efficace (les outils sont batchés et compressés à l'avance), que les protocoles modernes comme PPP pour récupérer courriel et news en accès à Internet par ligne commutée (Dial-up).

## Historique
Michael Lesk, des laboratoires AT&T, commença à développer UUCP en 1976. La version 2 fut ensuite développée en 1977 sur System V release 2. En 1983 fut développée une version connue sous le nom de BNU (HDB) UUCP sur System V release 3 et enfin la même année est né Taylor UUCP.
Il existe aussi une version baptisée BSD/OS UUCP (BSD pour Berkeley Software Distribution).
Pendant longtemps UUCP a été le moyen le plus utilisé pour faire transiter les courriels et les news (Usenet) entre deux machines Unix.
Il est encore utilisé de nos jours, souvent en combinaison avec ssh par les utilisateurs avancés d'ordinateurs portables.
UUCP est né sous UNIX, mais des versions ont été développées pour d'autres systèmes, ce qui permet d'échanger courriels, news et fichiers entre ordinateurs fonctionnant sous des systèmes d'exploitation différents, notamment AmigaUUCP sous AmigaOS et même sous MS-DOS. Taylor UUCP est sous licence GPL.